# Rue d'Épinal (Nancy)
Pour les articles homonymes, voir Épinal.
La rue d’Épinal est une voie de la commune de Nancy, dans le département de Meurthe-et-Moselle, en région Lorraine.

## Situation et accès
Au sein du territoire communal de la ville de Nancy, la rue d’Épinal se place à sa périphérie sud-ouest, au sein du quartier Haussonville - Blandan - Donop, et à grande proximité de la localité de Villers-les-Nancy.
La rue traverse le quartier de la Chiennerie en reliant la rue de la Paix à la rue de la Prévoyance avec un double sens de circulation automobile en zone 30 km/h. Elle se prolonge dans une impasse pour desservir un groupe d'habitation.
Elle coupe la rue Joseph Laurent et dessert la rue Domrémy.
La station du réseau Stan la plus proche est l'arrêt “Vélodrome” à Vandœuvre-lès-Nancy de la ligne du Tramway no T1.

## Origine du nom
Elle porte le nom d'Épinal préfecture du département des Vosges.

## Historique
Ancienne rue ouverte en 1929-1931, dans le lotissement de la Chiennerie à l'emplacement du chenil où l'on élevait au XVIIIe siècle des chiens pour les ducs de Lorraine.
Ce lotissement, à l'origine, cité-jardin est réalisé par une société d'habitation à Bon Marché (H.B.M.).
Elle est dénommée dès sa création en hommage au chef-lieu du département des Vosges.

## Bâtiments remarquables et lieux de mémoire

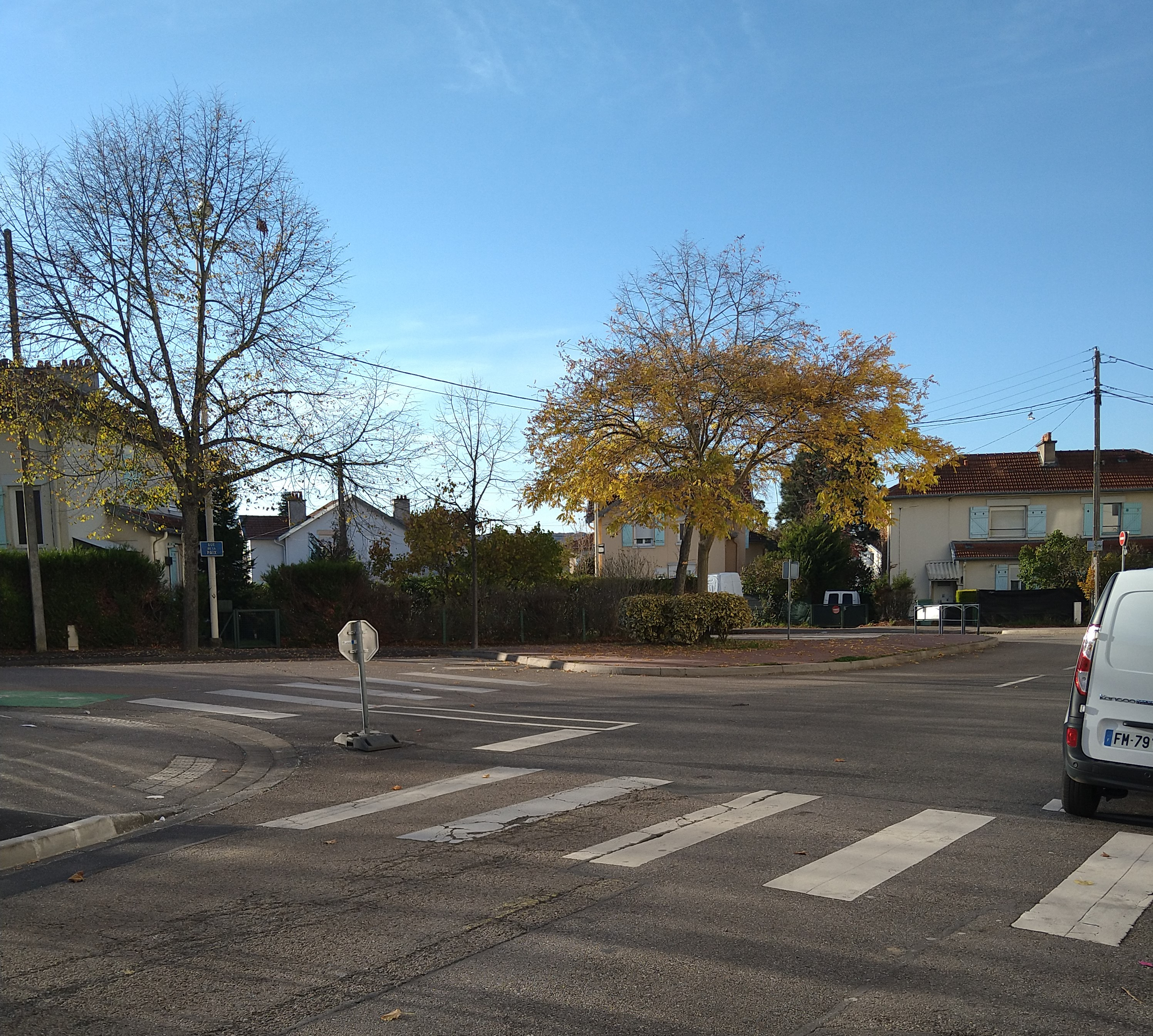
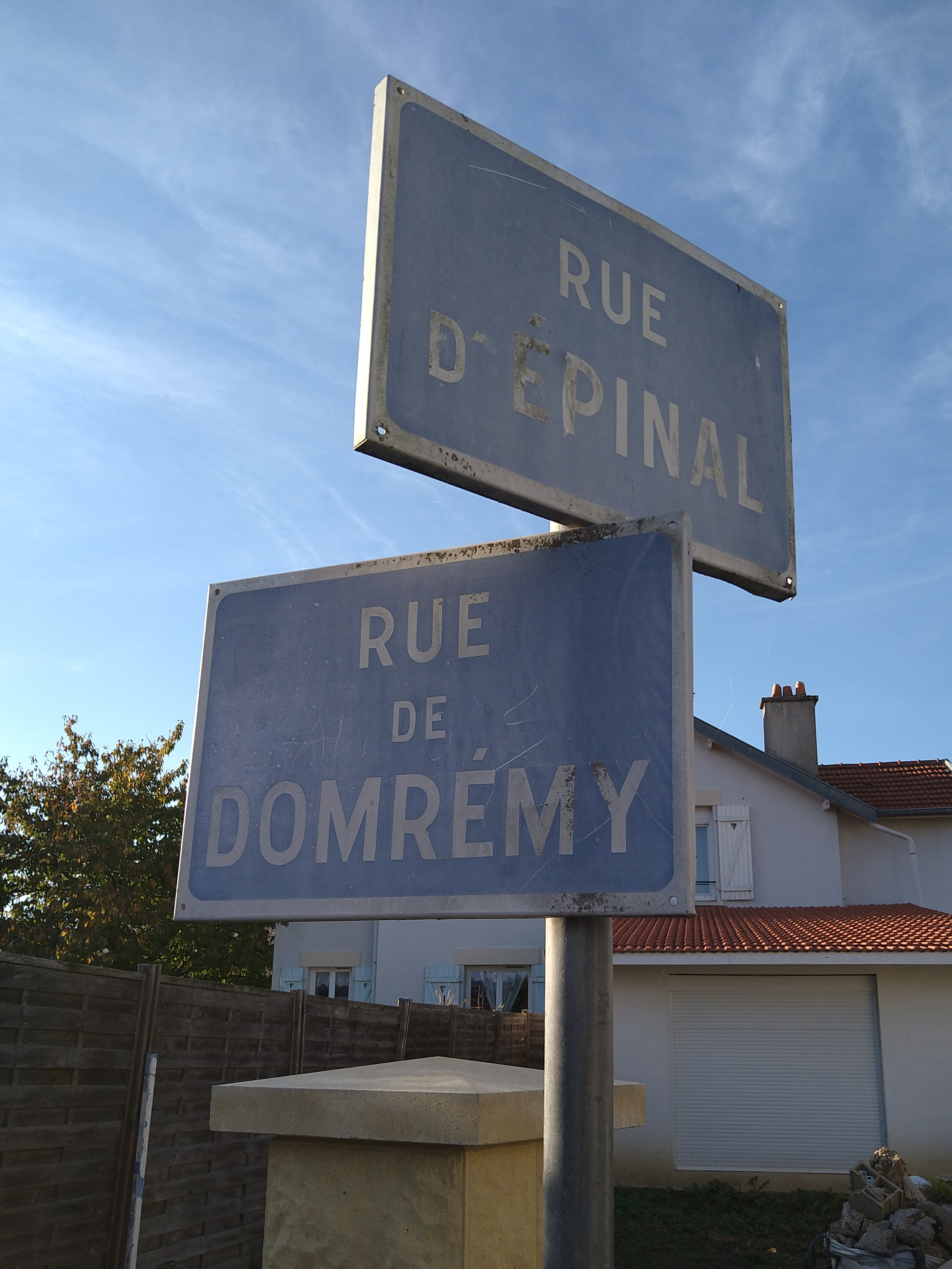
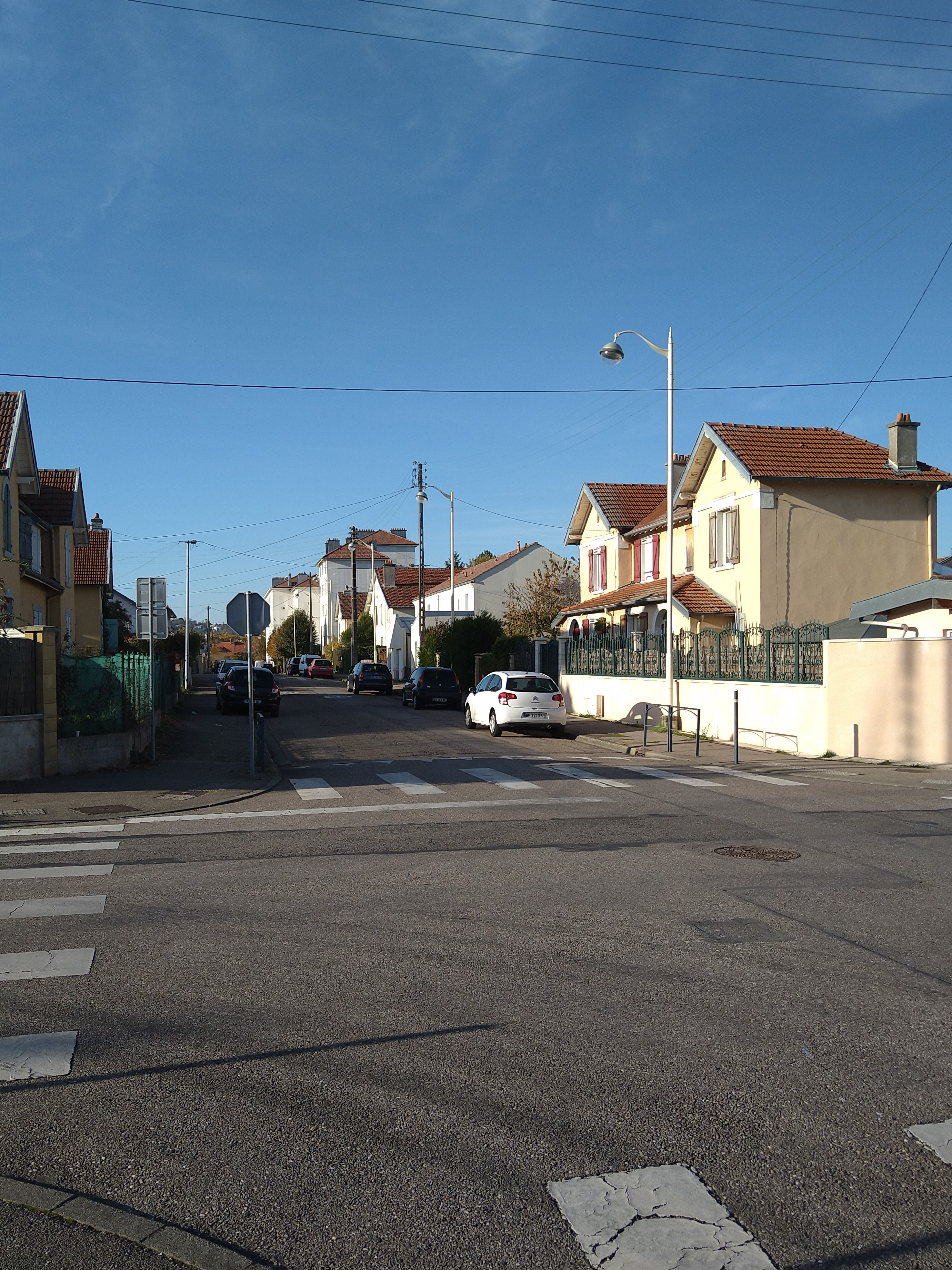
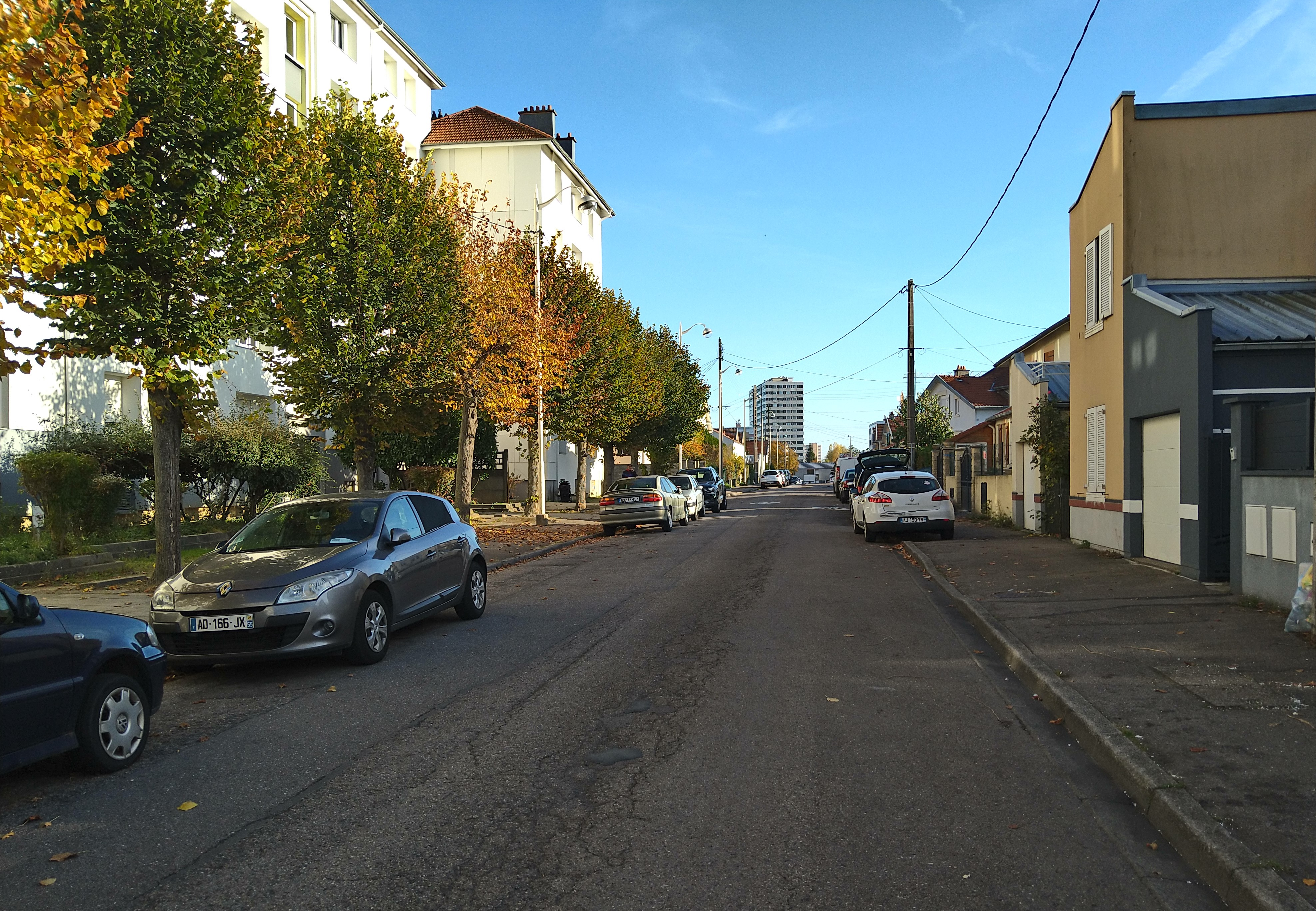